# Zaháň
Zaháň (polsky Żagań, německy Sagan, hornolužickosrbsky Zahań, latinsky Saganum) je město v jihozápadním Polsku v Lubušském vojvodství, sídlo okresu Zaháň. Leží na řece Bobr zhruba uprostřed mezi Chotěbuzí a Vratislaví. Místní pozoruhodností je zámek, který získal současnou barokní podobu přestavbou v roce 1670. Ve roce 2021 zde žilo 24 424 obyvatel, tedy asi třetina všech obyvatel okresu.

## Historie
První písemná zmínka o Zaháni pochází z roku 1202, v roce 1285 pak Zaháň získala městské právo. Město bylo dlouho sídelním městem slezského údělného knížectví. Poté, co bylo od roku 1252 součástí knížectví hlohovského, stalo se v létech 1413 až 1472 sídlem samostatného Zaháňského knížectví dynastie Piastovců.

Mapa Zaháně z roku 1927

V pozdním středověku se kulturním střediskem regionu stalo augustiánské opatství, založené v roce 1284. Hlavními odvětvími zaháňského hospodářství té doby bylo soukenictví, pivovarnictví a obchod se železem.
Jan II. Šílený (řečený Ukrutný nebo též Zlý) prodal roku 1472 knížectví spolu s městem rodu Wettinů, a město se tak stalo součástí saského vévodství. V 15. století se šířila reformace a za Jindřicha Zbožného, který byl v letech 1539–1541 vévodou saským, se protestantství stalo saským státním náboženstvím. Jindřichův následovník, saský vévoda a kurfiřt Mořic Saský, přenechal roku 1549 Zaháň českému králi Ferdinandu I. Habsburskému.
V roce 1627 získal Zaháň do vlastnictví Albrecht z Valdštejna. Na Valdštejnovo pozvání působil ve městě v letech 1627–1630 astronom a matematik Jan Kepler. V roce 1628 Valdštejn svolil, aby se zde usadila rodina vyhnance Bedřicha z Kounic, protože jeho mladší bratr Lev Vilém byl do roku 1633 chráněncem Františka z Ditrichštejna. Roku 1646 město získal Václav Eusebius Popel z Lobkovic, který nechal později zámek přestavět podle plánů italského architekta Antonia della Porta.
V roce 1786 koupil Zaháň Petr Biron, poslední vévoda kuronský. Jeho dědičkou byla nejstarší dcera Kateřina Vilemína – paní kněžna z Babičky Boženy Němcové, která Zaháň vlastnila v letech 1800–1839. Po smrti Kateřiiny Vilemíny zámek vlastnila mladší sestra Paulina a od roku 1845 nejmladší a nevlastní sestra Dorothea, která zámek zakoupila od Paulinina syna. Dorothea byla provdána za Edmonda de Talleyrand-Périgord. Po rozchodu s ním začala vést domácnost jeho strýci vévodovi Talleyrandovi, známému politikovi a státníkovi Francouzské revoluce; později se stala jeho milenkou a po jeho smrti v roce 1838 jeho univerzální dědičkou. Toto období je v Zaháni považováno za „zlatý věk“, neboť majitelé značně investovali do architektury a výzdoby zámku. Zaháň navštěvovali přední evropští umělci, mezi nimi Ferenc Liszt. Dorothea na Zaháni žila až do své smrti roku 1862. Dorotea zámek rekonstruovala, na kraji parku postavila nemocnici, která funguje dodnes, a část parku nechala jako památku na nejstarší sestru upravit pod názvem „Vilemínina louka“. Jméno Sagan si zvolila jako pseudonym francouzská spisovatelka Françoise Saganová. Šlo o odkaz na osobnost z rodu Petra Birona, která se objevila v románu od Marcela Prousta. Jedna z verzí má za to, že se jedná o Kateřinu Vilemínu.
Během 2. světové války byl nedaleko města Zaháně zřízen zajatecký tábor Stalag Luft III, v němž bylo vězněno deset tisíc zajatců. 24. března 1944 se 76 spojeneckých zajatců pokusilo o útěk 110 m dlouhým hlubokým tunelem v hloubce 9 metrů při tzv. Velkém útěku. Poslední z nich byli chyceni již u východu z tunelu. Útěk se zdařil pouze třem zajatcům. Podle události byl natočen film se Steve McQueenem v hlavní roli. Po válce bylo v Londýně vyslýcháno a oběšeno dvacet německých policistů a gestapáků, kteří se podíleli na brutálním potlačení útěku.
V roce 1945 předalo Německo Zaháň Polsku.

### Zaháň a Božena Němcová
Rodiče Boženy Němcové Jan a Terezie Panklovi s rodinou se do Zaháně přistěhovali z Ratibořic na jaře 1845. V té době již byla Němcová provdána a známa jako začínající spisovatelka. Navštívila Zaháň na podzim roku 1848. V roce 1856 se rozhodla poslat svého syna Karla, který se učil v Praze zahradníkem, na zkušenou. Požádala mladší sestru Marii, která byla v Zaháni provdána, aby Karlovi zajistila v zámecké zahradě místo. Z Karlova pobytu se zachovala korespondence s matkou z let od roku 1856 do roku 1858, kdy ze Zaháně odešel.
Rodiče Boženy Němcové v Zaháni dožili a byli zde pochováni. Johann Pankl zemřel roku 1850. Terezie Panklová byla roku 1857 propuštěna ze zámecké služby a s nepatrnou penzí přežívala do roku 1863, kdy zemřela.

## Fotografie

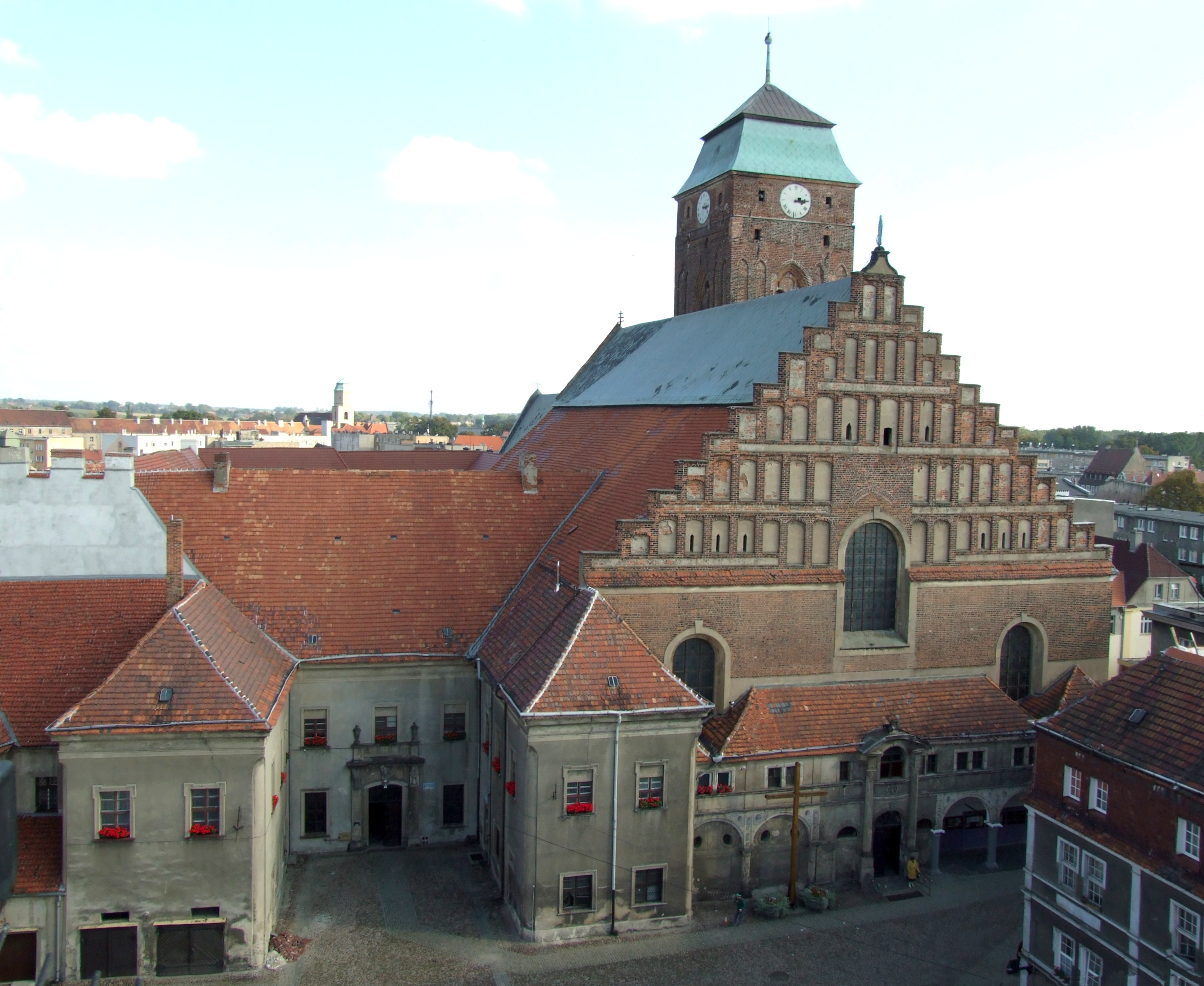
Kostel Nanebevzetí Nejsvětější Panny Marie
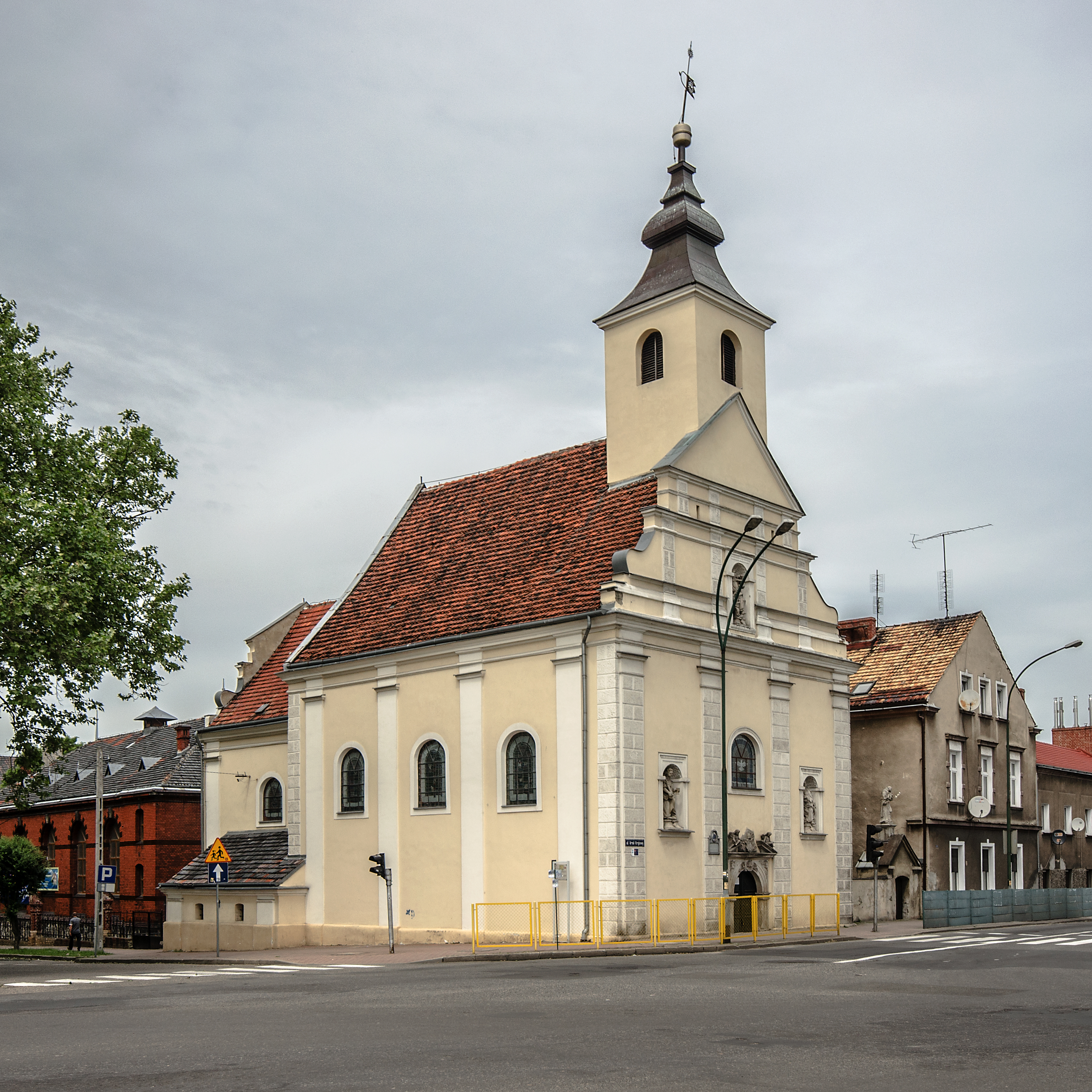
Kostel svatého Ducha
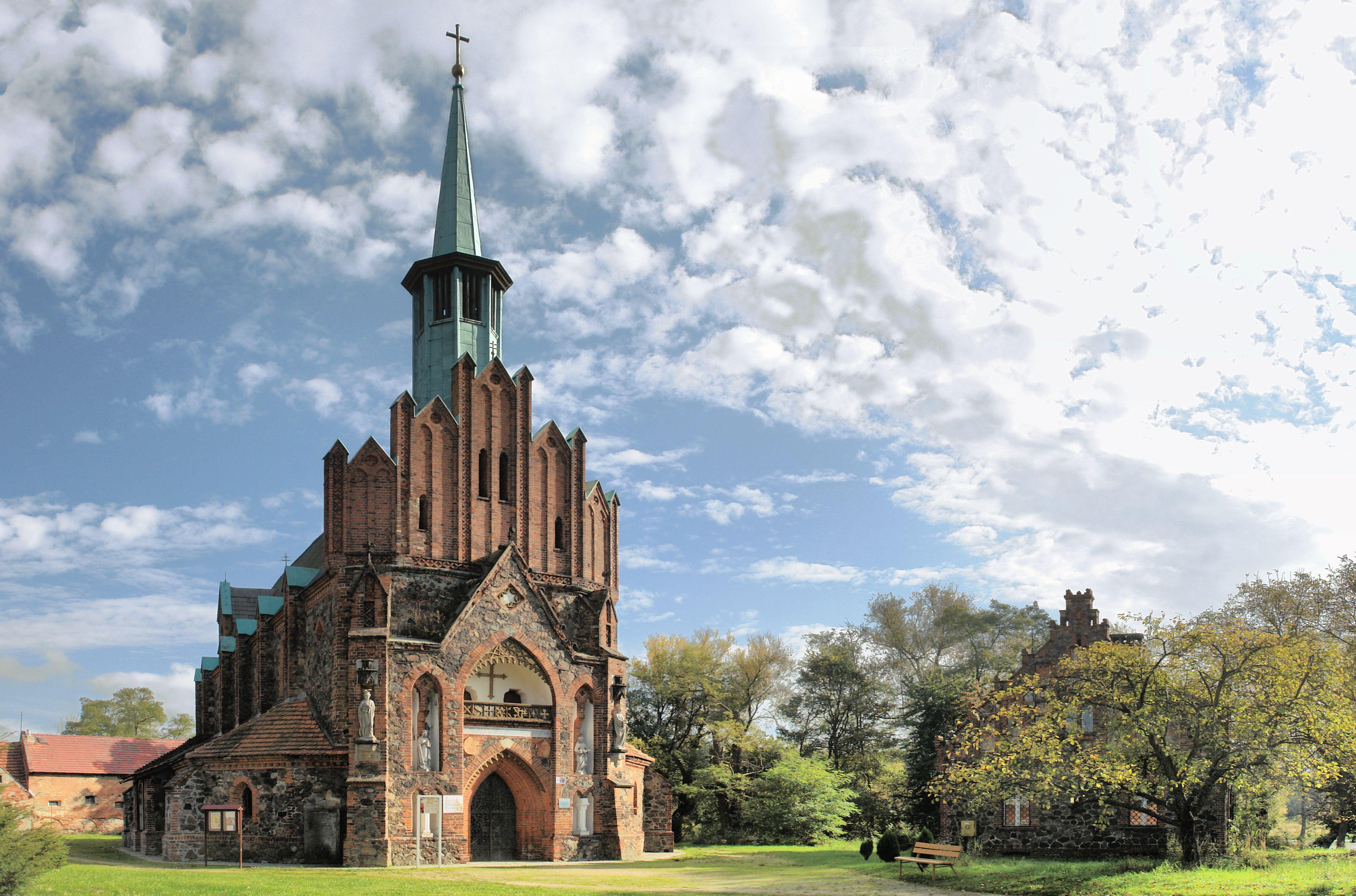
Kostel svatého Kříže
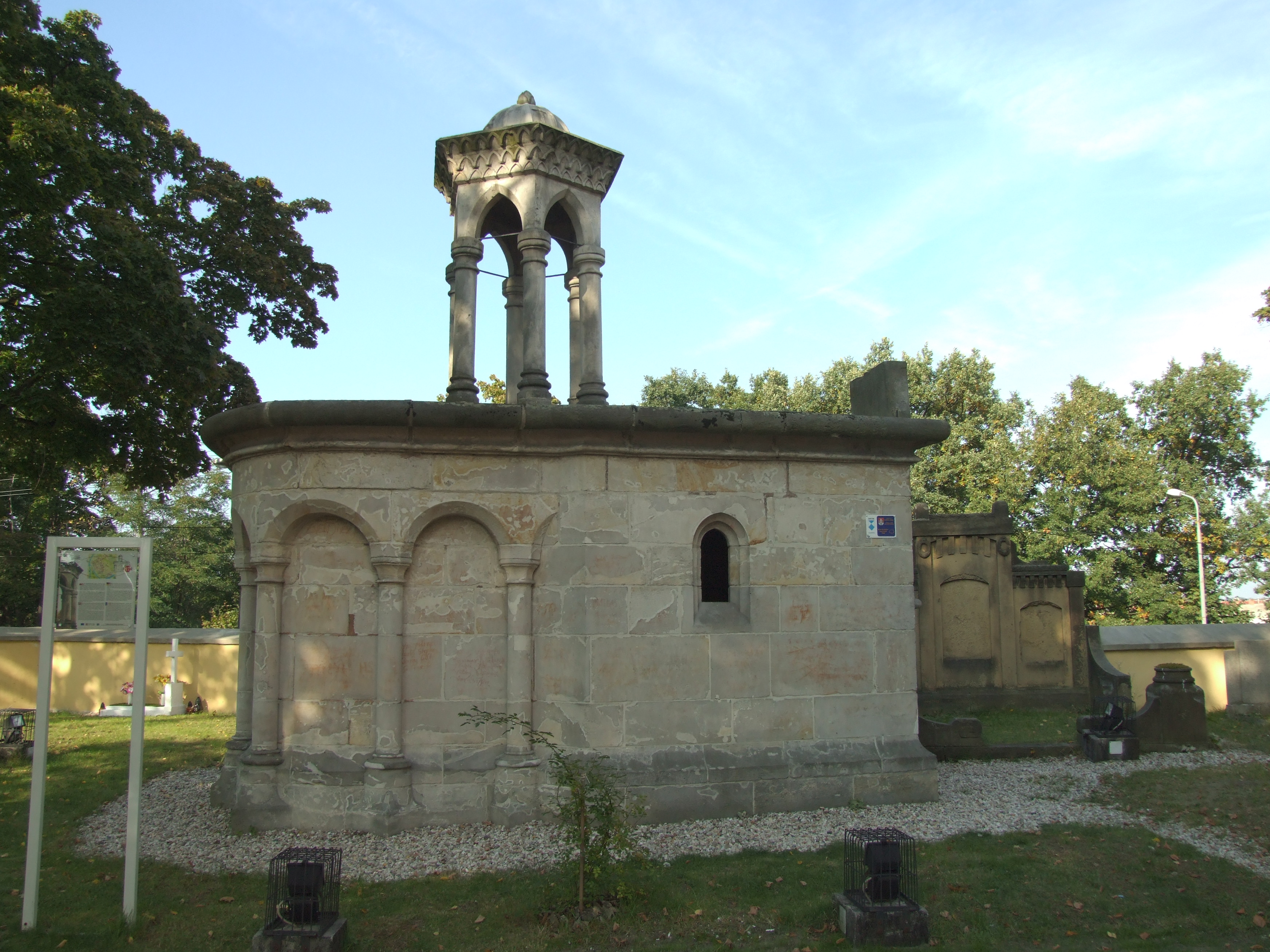
Kaple Božího hrobu – kopie hrobu v Jeruzalémě
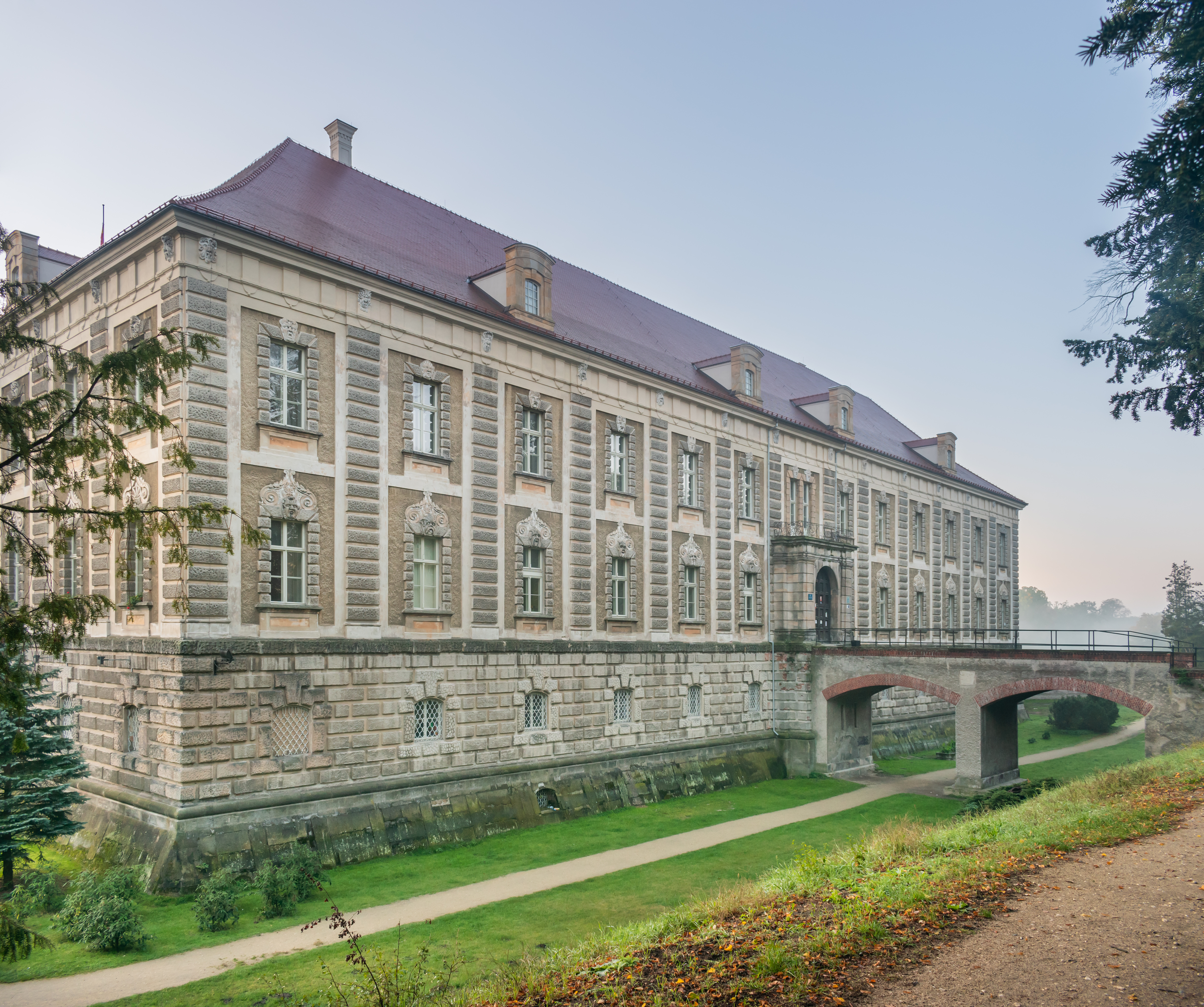
Vévodský palác
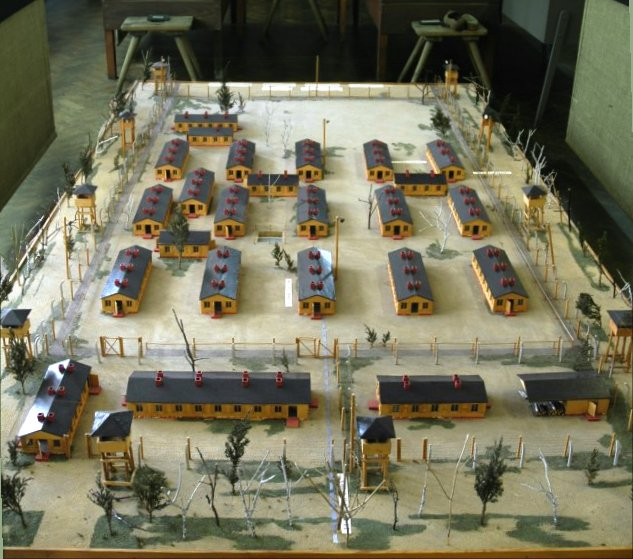
Model tábora Stalag Luft III nedaleko Zaháně

## Partnerská města
- Duns, Spojené království
- Chotyn, Ukrajina
- Netphen, Německo
- Ortrand, Německo
- Saint-Omer, Francie
- Teltow, Německo